# Глен Риџ (Њу Џерзи)
Глен Риџ (енгл. Glen Ridge) град је у америчкој савезној држави Њу Џерзи.

## Демографија
По попису из 2010. године број становника је 7.527, што је 256 (3,5%) становника више него 2000. године.
| Група             | 2000.         | 2010.         |
| Белци             | 6.335 (87,1%) | 6.253 (83,1%) |
| Афроамериканци    | 362 (5,0%)    | 379 (5,0%)    |
| Азијати           | 243 (3,3%)    | 350 (4,6%)    |
| Хиспаноамериканци | 251 (3,5%)    | 377 (5,0%)    |
| Укупно            | 7.271         | 7.527         |